# Jean Sibelius
(Ralph Vaughan Williams su Sibelius)
Johan Julius Christian Sibelius, noto internazionalmente come Jean Sibelius e in Finlandia come  Janne Sibelius (Hämeenlinna, 8 dicembre 1865 – Järvenpää, 20 settembre 1957), è stato un compositore e violinista finlandese; insieme a Elias Lönnrot e Johan Ludvig Runeberg, la sua figura è il simbolo musicale dell'identità nazionale finlandese.

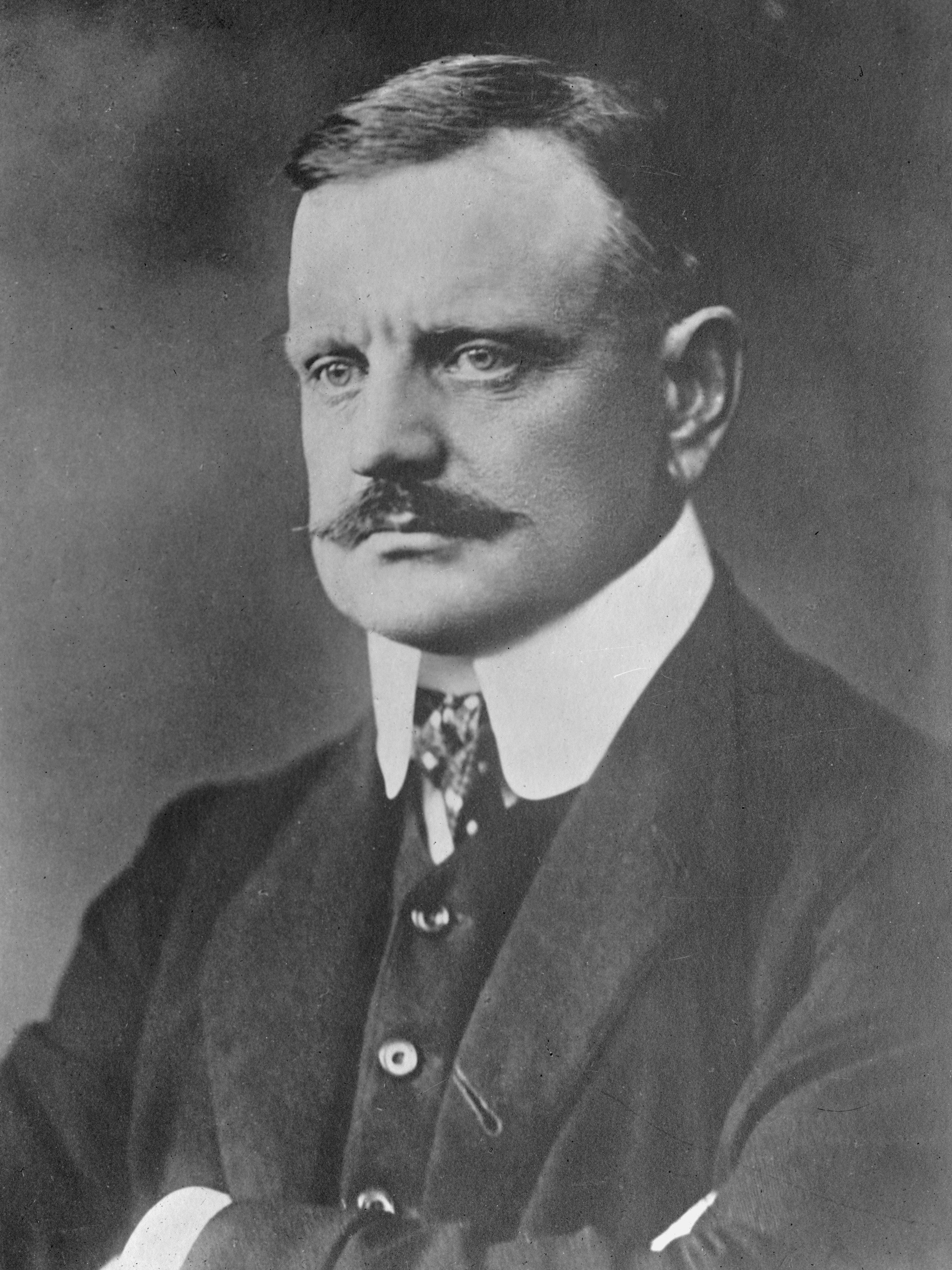
Jean Sibelius (1913)

Le sue composizioni più note sono le sette sinfonie, il concerto per violino e orchestra, il poema sinfonico Finlandia, la Valse triste, la suite Karelia e l'altro poema sinfonico Il cigno di Tuonela (un movimento della suite Lemminkäinen). Egli però scrisse molta altra musica, tra cui altri pezzi ispirati al Kalevala, oltre cento Lieder per voce e pianoforte, musiche di scena per 13 drammi, un'opera (Jungfrun i tornet), musica da camera tra cui un quartetto d'archi, musica per pianoforte, musica corale e musica rituale massonica.

## Biografia
Jean Sibelius nacque nel 1865 a Hämeenlinna nel Granducato di Finlandia, sotto il dominio russo. La sua famiglia, per metà svedese, decise consapevolmente di mandare Jean in un'importante scuola di lingua finlandese. Ciò deve vedersi come parte della più ampia crescita del movimento dei fennomani, un'espressione del nazionalismo romantico che sarebbe diventata una parte cruciale della produzione artistica e delle idee politiche di Sibelius. Morì a causa di un'emorragia cerebrale ed ebbe funerali di Stato.

## Stile musicale
Jean Sibelius fece parte di un gruppo di compositori che accettarono esteriormente le norme di composizione della fine del XIX secolo, ma cercò di semplificare radicalmente la costruzione interna della musica. Come nel caso di Antonín Dvořák, ciò lo portò a ricercare melodie idiomatiche, con un carattere nazionale identificabile; ma portò anche un approccio unico e idiosincratico alle tecniche di sviluppo. Nella prima fase della sua attività Sibelius fu influenzato da Ferruccio Busoni e Pëtr Il'ič Čajkovskij; l'influenza di quest'ultimo è particolarmente evidente nella sua sinfonia corale Kullervo, del 1891, così come nella sua Sinfonia n. 1 in mi minore del 1899. In effetti l'influenza di questi due compositori è evidente fino al suo concerto per violino del 1903. In seguito egli rimosse progressivamente gli indicatori formali della sonata dalle sue opere e perseguì l'idea di sviluppare continuamente cellule e frammenti, fino a giungere ad una grandiosa composizione finale. La sintesi era spesso così completa che si pensava che partisse dalla composizione finita e lavorasse a ritroso.

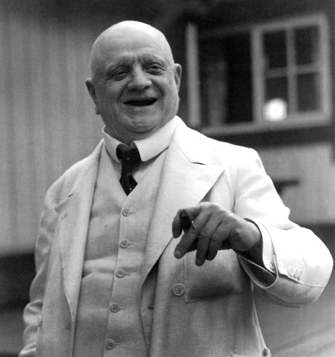
Jean Sibelius (1939)

Sibelius creò molta della sua musica con melodie che hanno delle implicazioni modali molto potenti e che vengono protratte su diverse note. Il suo linguaggio armonico è spesso moderato e riduttivo in confronto a molti dei suoi contemporanei, e fa uso frequente delle note di pedale. Sibelius ebbe a dire: "la musica spesso si smarrisce senza un pedale." A causa di ciò, la musica di Sibelius viene talvolta considerata non abbastanza complessa, ma fu immediatamente rispettato dai suoi colleghi, compreso Gustav Mahler. Più tardi nel corso della sua vita venne esaltato dal critico Olin Downes, ma attaccato da Virgil Thomson. Forse una ragione per cui Sibelius si attrasse le ire dei critici è che in ognuna delle sue sette sinfonie approcciò i problemi fondamentali di forma, tonalità e architettura in modi unici e personali. In definitiva per superare il sistema tonale, già portato agli estremi da Wagner, Sibelius intraprese la strada opposta a quella della Seconda scuola di Vienna. Se compositori come Arnold Schönberg e Alban Berg abbandonarono la tonalità per costruire ex novo un sistema armonico proprio, Sibelius cercò nuova ispirazione partendo dalla tradizione più antica, dagli antichi modi, rimasti quasi inutilizzati nella musica colta successiva al medioevo, ma ancora vivi nella musica tradizionale e popolare.
Sibelius si sforzò viepiù di usare nuovi accordi, compreso il nudo tritono, per esempio nella Sinfonia n. 4, e semplici strutture melodiche per costruire lunghi movimenti musicali. Spesso alterna parti melodiche ad accordi squillanti degli ottoni che erompono e si dissolvono, o punteggia la musica con frasi ripetitive che si contrappongono alla melodia e contromelodia. Le sue opere sono ricche di riferimenti letterari non sempre espliciti. La Seconda Sinfonia ha un andamento che richiama la figura di Don Giovanni che s'insinua al chiaro di luna mentre la dura quarta sinfonia riunisce l'opera per la pianificata sinfonia "Montagna" con un poema sinfonico che s'ispirava all'opera di Edgar Allan Poe Il Corvo. Scrisse inoltre molti poemi sinfonici ispirati dalla poesia finlandese, esordendo con En Saga e culminando con Tapiola (1926), la sua ultima opera maggiore.
Pubblicò solo pochi pezzi minori dopo il 1926, e si dice abbia distrutto il manoscritto della Sinfonia n. 8 una volta completata. Le sue ultime opere maggiori sono delle sinfonie Sesta e Settima, musiche per La tempesta di William Shakespeare e Tapiola. Nel 1958 il quotidiano Manchester Guardian riassunse lo stile delle sue ultime opere dicendo che mentre altri erano impegnati nella confezione di cocktail, lui serviva al pubblico pura acqua gelida. Ma per circa trent'anni, dopo la Grande Guerra ed un'operazione di sospetto cancro alla gola, Sibelius evitò di parlar della propria musica e non compose praticamente altro.
Sibelius ha avuto fortuna artistica varia; ciononostante resta uno dei più popolari compositori sinfonici del XX secolo i cui interi cicli sinfonici vengono reiteratamente registrati. A suo tempo, tuttavia, si concentrò soprattutto sulla più remunerativa musica da camera e solo occasionalmente per il palcoscenico. Attualmente Paavo Berglund e Sir Colin Davis sono considerati i maggiori interpreti del suo lavoro. Altre raccolte classiche di sinfonie si devono a John Barbirolli, Leonard Bernstein, Herbert von Karajan e Vladimir Aškenazi. Di recente Osmo Vänskä e la Orchestra Sinfonica di Lahti hanno pubblicato un'opera omnia di Sibelius ben accolta dalla critica e che include brani inediti o ritirati, come la prima versione della Quinta sinfonia (1915), mentre il noto pianista finlandese Olli Mustonen ha inciso l'opera omnia per pianoforte per l'etichetta Ondine.
(Jean Sibelius, da Intervista con Sibelius l'autore del "valzer triste", 1º febbraio 1950)

## Composizioni scelte
Ordinate cronologicamente per data di composizione (non di pubblicazione o di prima esecuzione).

### Musica orchestrale
- Kullervo, Sinfonia per soprano, baritono, coro ed orchestra Op.7 (1892)
- En Saga, poema sinfonico per orchestra Op.9 (1892)
- Karelia, Ouverture per orchestra Op.10 (1893)
- Karelia, Suite per orchestra Op.11 (1893)
- Rakastava (L'amante), per voci maschili ed archi / per archi e percussioni Op.14 (1893/1911)
- Suite Lemminkäinen (Quattro leggende tratte da Kalevala) per orchestra Op.22 (1893)
- Skogsrået (La ninfa del bosco), poema sinfonico per orchestra Op.15 (1894)
- Vårsång, per orchestra Op.16 (1894)
- Kung Kristian (Re Cristiano), Suite dalle Musiche di scena per orchestra op.27 (1898)
- Sandels, Improvvisazione per coro e orchestra op.28 (1898)
- Finlandia per orchestra (e coro opzionale) op.26 (1899) per la sua patria
- Snöfrid per voce recitante, coro e orchestra op.29 (1899)
- Sinfonia n. 1 in Mi minore, Op.39 per orchestra (1899/1900)
- Sinfonia n. 2 in Re maggiore, Op.43 per orchestra (1902)
- Concerto per violino e orchestra in Re minore, Op.47 (1903/1905)
- Valse triste (Valzer Triste & Scene med Tranor) per orchestra op.44 (1904/1906)
- Intermezzo danzante per orchestra op.45/2 (1904/1907)
- Pelléas et Mélisande Musiche di scena / Suite per orchestra op.46 (1905)
- La figlia di Pohjola, Poema sinfonico per orchestra op.49 (1906)
- Sinfonia n. 3 in Do maggiore, Op.52 per orchestra (1907)
- Svanevit (Il cigno bianco) Suite dalle Musiche di scena per orchestra op.54 (1908)
- Cavalcata notturna e alba, Poema sinfonico per orchestra op.55 (1909)
- Dryadi, per orchestra op.45/1(1910)
- Due Pezzi per Kuomela per orchestra op.62 (1911)
- Sinfonia n. 4 in La minore op.63 per orchestra (1911)
- Due Serenate per Violino e Orchestra op.69 (1912)
- Barden (Il bardo), poema sinfonico per orchestra e arpa op.64 (1913/1914)
- Luonnotar, poema sinfonico per soprano e orchestra op.70 (1913)
- Le Oceanidi (Aallottaret), poema sinfonico per orchestra op.73 (1914)
- Sinfonia n. 5 in Mi bemolle maggiore op.82 per orchestra (1915, rivista nel 1916 e 1919)
- Oma Maa, per coro e orchestra op.92 (1918)
- Jordens sång (Il canto della terra) per coro e orchestra op.93 (1919)
- Sinfonia n. 6 in Re minore op.104 per orchestra (1923)
- Sinfonia n. 7 in Do maggiore op.105 per orchestra (1924)
- La tempesta, musica di scena per solisti, coro e orchestra, Op.109 (1925)
- Väinön virsi (La canzone di Väinö) per coro e orchestra op.110 (1926)
- Tapiola, poema sinfonico per orchestra op.112 (1926)
- Andante Festivo per orchestra d'archi op. post. (1925/1930)
- Sinfonia n. 8 incompiuta, quasi certamente distrutta (1920-1938)

### Altri lavori
- Duo in Do maggiore per violino e viola (1891-1892)
- Viisi joululaulua Op.1, cinque canzoni di Natale (1895-1913)
- Voces intimae, Op.56, per quartetto d'archi (1909)
- Jääkärimarssi, (1915)

## Omaggi
A Jean Sibelius è intitolato l'omonimo parco ad Helsinki, all'interno del quale si trova il monumento Passio musicae, dedicato al compositore.

Al compositore sono dedicate anche delle serie numismatiche finlandesi: il suo ritratto compare sul fronte della banconota da 100 marchi nella serie disegnata dal grafico finlandese Erik Bruun emessa dal 1986 al 1999 e, nel 2015, viene dedicata al 150º anniversario della sua nascita la moneta da 2 euro commemorativi.